# Doce
Doce var ett portugisiskt kvinnoband från 1980-talet. Doce representerade Portugal i Eurovision Song Contest 1982 i Harrogate, Storbritannien med låten Bem Bom. De hade 1980 och 1981 deltagit i nationella uttagningar i Portugal inför Eurovision Song Contest, men nådde inte ända fram de åren. Det var först 1982 som de lyckades vinna den nationella uttagningen och därmed representera Portugal i den internationella tävlingen där de slutade på en 13:e plats.
Medlemmarna bestod av:
- Laura Diogo
- Lena Coelho
- Fátima Padinha
- Teresa Miguel

De två sistnämnda var den kvinnliga hälften av bandet Gemini, som representerade Portugal i Eurovision Song Contest 1978.